# 朱鸣
朱鸣（1967年7月—），中華人民共和國政治人物，河南西平人。1990年9月参加工作，1998年2月加入中国共产党。现任河南省人民政府秘书长。

## 生平
曾任河南省工业和信息化委员会办公室主任，河南省工业和信息化委员会副主任、省工业和信息化厅副厅长。
2021年9月，任河南省工业和信息化厅党组书记。10月任厅长。2023年，转任河南省人民政府秘书长。